# Tonka Tomicic
Tonka Tomicic Petric (Antofagasta, 31 de maio de 1976) é uma modelo e apresentadora de televisão chilena com ascendência croata.
É conhecida por programas de televisão na TVN e no Canal 13 como Buenos Dias A Todos, Festival Internacional de Viña e Bienvenidos. É considerada uma das personalidades televisivas femininas mais importantes do Chile.  Depois de ter sido modelo de moda no Chile, Tomicic tornou-se o rosto e a celebridade falada dos "Almacenes Paris", uma loja de departamentos desde 2005, e embaixadora chilena da Garnier desde 2007. Os seus pais são imigrantes croatas no Chile.